# Argentine aux Jeux olympiques d'hiver de 1988
L'Argentine participe aux Jeux olympiques d'hiver de 1988, qui ont lieu à Calgary au Canada. Ce pays, représenté par quinze athlètes, prend part aux Jeux d'hiver pour la onzième fois de son histoire. Il ne remporte pas de médaille.

## Délégation
Le tableau suivant montre le nombre d'athlètes argentins dans chaque discipline :
| Sport       | Hommes | Femmes | Total |
| ----------- | ------ | ------ | ----- |
| Ski Alpin   | 5      | 5      | 10    |
| Ski de fond | 1      | 0      | 1     |
| Biathlon    | 3      | 0      | 3     |
| Luge        | 1      | 0      | 1     |
| Total       | 10     | 5      | 15    |

## Résultats

### Biathlon
Hommes
| Épreuve      | Athlète        | Manquées 1 | Temps         | Rang |
| ------------ | -------------- | ---------- | ------------- | ---- |
| Sprint 10 km | Gustavo Giró   | 6          | 36 min 38 s 8 | 70   |
| Sprint 10 km | Luis Argel     | 8          | 32 min 25 s 1 | 68   |
| Sprint 10 km | Alejandro Giró | 3          | 33 min 55 s 4 | 65   |

| Épreuve | Athlète        | Manquées          | Temps | Temps ajusté 2    | Rang |
| ------- | -------------- | ----------------- | ----- | ----------------- | ---- |
| 20 km   | Gustavo Giró   | DSQ               | –     | DSQ               | –    |
| 20 km   | Luis Argel     | 1 h 12 min 47 s 6 | 11    | 1 h 23 min 47 s 6 | 67   |
| 20 km   | Alejandro Giró | 1 h 11 min 34 s 4 | 5     | 1 h 16 min 34 s 4 | 64   |

1Une boucle de pénalité 150 mètres par cible manquée doit être parcourue.

2Une minute ajoutée par cible manquée.

### Luge
Hommes
| Athlète        | Manche 1 | Manche 1 | Manche 2 | Manche 2 | Manche 3 | Manche 3 | Manche 4 | Manche 4 | Total          | Total |
| Athlète        | Temps    | Rang     | Temps    | Rang     | Temps    | Rang     | Temps    | Rang     | Temps          | Rang  |
| -------------- | -------- | -------- | -------- | -------- | -------- | -------- | -------- | -------- | -------------- | ----- |
| Rubén González | 49 s 567 | 32       | 49 s 628 | 32       | 53 s 685 | 36       | 48 s 947 | 31       | 3 min 21 s 827 | 33    |

### Ski alpin
Hommes
| Athlète             | Épreuve      | Course 1      | Course 2      | Total         | Total |
| Athlète             | Épreuve      | Temps         | Temps         | Temps         | Rang  |
| ------------------- | ------------ | ------------- | ------------- | ------------- | ----- |
| Javier Rivara       | Descente     |               |               | 2 min 16 s 79 | 45    |
| Jorge Birkner       | Descente     |               |               | 2 min 14 s 20 | 44    |
| Ignacio Birkner     | Super-G      |               |               | DSQ           | –     |
| Federico van Ditmar | Super-G      |               |               | DNF           | –     |
| Javier Rivara       | Super-G      |               |               | DNF           | –     |
| Jorge Birkner       | Super-G      |               |               | 1 min 53 s 79 | 39    |
| Federico van Ditmar | Slalom géant | DNF           | –             | DNF           | –     |
| Javier Rivara       | Slalom géant | 1 min 15 s 69 | 1 min 12 s 96 | 2 min 28 s 65 | 47    |
| Ignacio Birkner     | Slalom géant | 1 min 14 s 67 | 1 min 11 s 41 | 2 min 26 s 08 | 46    |
| Jorge Birkner       | Slalom géant | 1 min 13 s 36 | 1 min 10 s 87 | 2 min 24 s 23 | 45    |
| Jorge Carlos Eiras  | Slalom       | DNF           | –             | DNF           | –     |
| Ignacio Birkner     | Slalom       | DNF           | –             | DNF           | –     |
| Javier Rivara       | Slalom       | 1 min 01 s 12 | DSQ           | DSQ           | –     |
| Jorge Birkner       | Slalom       | 1 min 01 s 11 | 55.86         | 1 min 56 s 97 | 26    |

Combiné hommes
| Athlète       | Descente      | Slalom  | Slalom  | Total  | Total |
| Athlète       | Temps         | Temps 1 | Temps 2 | Points | Rang  |
| ------------- | ------------- | ------- | ------- | ------ | ----- |
| Jorge Birkner | 1 min 59 s 37 | 49 s 74 | 48 s 67 | 243,99 | 24    |
| Javier Rivara | 1 min 58 s 28 | DNF     | –       | DNF    | –     |

Femmes
| Athlète            | Épreuve      | Course 1      | Course 2      | Total         | Total |
| Athlète            | Épreuve      | Temps         | Temps         | Temps         | Rang  |
| ------------------ | ------------ | ------------- | ------------- | ------------- | ----- |
| Mariela Vallecillo | Descente     |               |               | DNF           | –     |
| Astrid Steverlynck | Descente     |               |               | 1 min 41 s 64 | 28    |
| Carolina Eiras     | Descente     |               |               | 1 min 37 s 37 | 27    |
| Astrid Steverlynck | Super-G      |               |               | 1 min 36 s 51 | 41    |
| Mariela Vallecillo | Super-G      |               |               | 1 min 33 s 49 | 39    |
| Carolina Eiras     | Super-G      |               |               | 1 min 29 s 87 | 37    |
| Carolina Birkner   | Super-G      |               |               | 1 min 28 s 42 | 36    |
| Magdalena Birkner  | Slalom géant | DNF           | –             | DNF           | –     |
| Astrid Steverlynck | Slalom géant | 1 min 10 s 63 | DNF           | DNF           | –     |
| Carolina Eiras     | Slalom géant | 1 min 07 s 92 | 1 min 14 s 16 | 2 min 22 s 08 | 25    |
| Carolina Birkner   | Slalom géant | 1 min 06 s 46 | 1 min 14 s 30 | 2 min 20 s 76 | 24    |
| Magdalena Birkner  | Slalom       | DSQ           | –             | DSQ           | –     |
| Astrid Steverlynck | Slalom       | 1 min 03 s 06 | 1 min 01 s 96 | 2 min 05 s 02 | 24    |
| Carolina Birkner   | Slalom       | 59 s 57       | 58 s 15       | 1 min 57 s 72 | 22    |
| Carolina Eiras     | Slalom       | 57 s 17       | 55 s 56       | 1 min 52 s 73 | 20    |

Combiné femmes
| Athlète            | Descente      | Slalom  | Slalom  | Total  | Total |
| Athlète            | Temps         | Temps 1 | Temps 2 | Points | Rang  |
| ------------------ | ------------- | ------- | ------- | ------ | ----- |
| Mariela Vallecillo | 1 min 27 s 25 | 50 s 16 | 52 s 98 | 352,72 | 26    |
| Astrid Steverlynck | 1 min 26 s 89 | DNF     | –       | DNF    | –     |
| Carolina Birkner   | 1 min 25 s 10 | 46 s 70 | 48 s 78 | 255,95 | 25    |
| Carolina Eiras     | 1 min 24 s 93 | 45 s 79 | 49 s 06 | 248,10 | 24    |

DSQ = Disqualifié
DNF = N'a pas terminé

### Ski de fond
Hommes
| Épreuve | Athlète        | Course            | Course |
| Épreuve | Athlète        | Temps             | Rang   |
| ------- | -------------- | ----------------- | ------ |
| 15 km C | Julio Moreschi | DNF               | –      |
| 30 km C | Julio Moreschi | 1 h 41 min 40 s 3 | 71     |
| 50 km L | Julio Moreschi | 2 h 28 min 36 s 5 | 59     |

C = Style classique, L = Style libre